# Casa de la Ciutat de Perpinyà

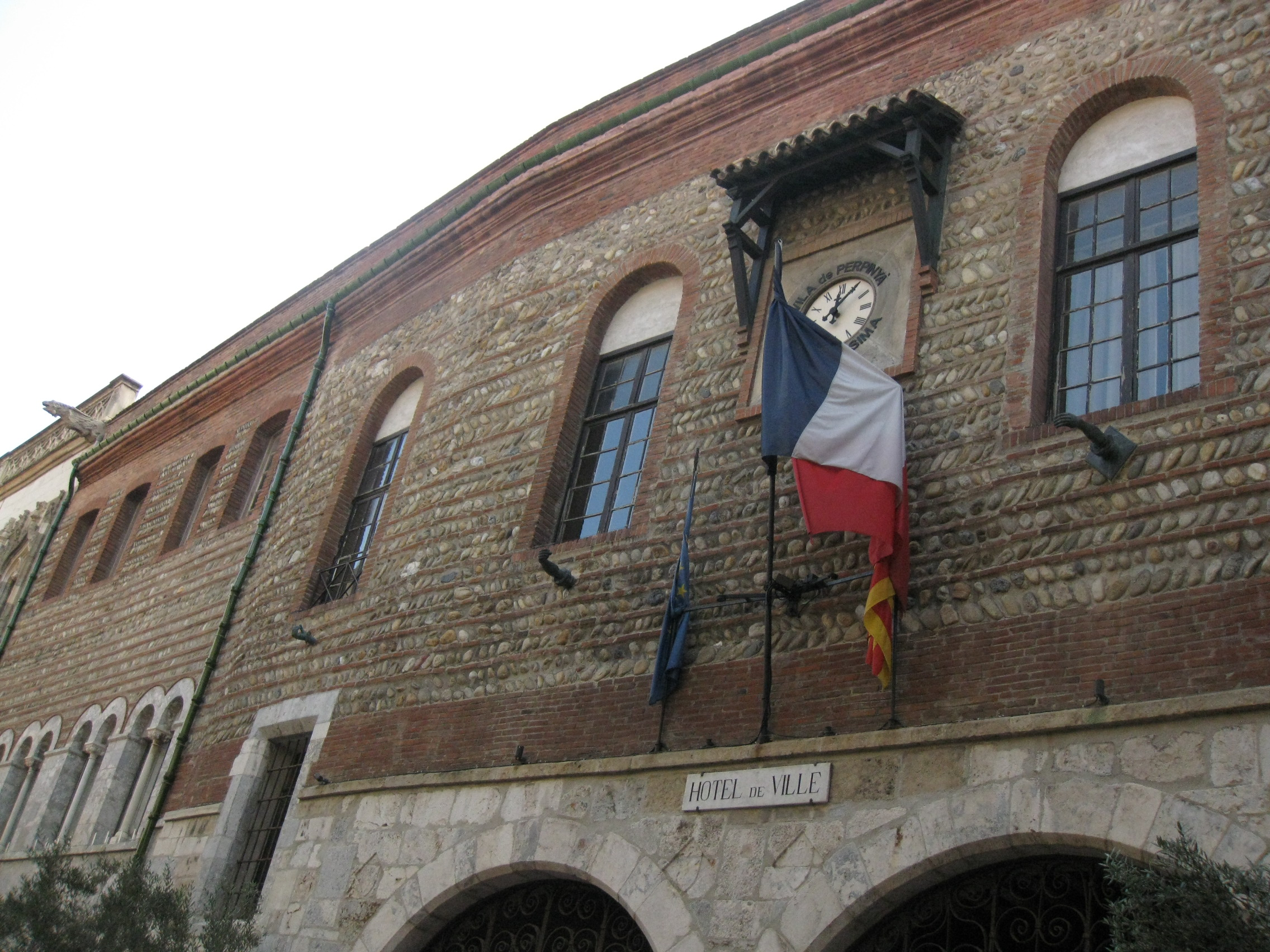
Façana nord

La Casa de la Ciutat, o de la Vila de Perpinyà, en francès Mairie, és una construcció gòtica situada a la ciutat de Perpinyà, cap de la comarca del Rosselló, a la Catalunya del Nord.
Està situat al bell centre de la vila antiga de Perpinyà, al barri de Sant Joan. És a la plaça de la Llotja, entre la Llotja de Mar i el Palau de la Diputació (el darrer ha quedat integrat en el conjunt de la mateixa Casa de la Ciutat). Per la part posterior dona al carrer de la Barra, i una part de les dependències se situen darrere la Llotja de Mar, a l'interior de l'illa de cases.
És un edifici del gòtic civil català, construït en el segle xiii i remodelat en els segles XVI i XVII. És un edifici típic del gòtic civil català, dins de la línia de combinació de palets de riera i maons característic de l'arquitectura rossellonesa, amb pati d'entrada per a vehicles de tracció animal i escales per a pujar a la planta noble.
Actualment el pati acull una de les obres mestres d'Arístides Maillol, la Mediterrània. L'antiga sala dels cònsols (actualment sala de casaments) mostra un plafó i una decoració del segle xix.
L'antic Palau de la Diputació, un segle i mig més tardà, ha estat incorporat a les dependències municipals actuals.